# Konrad Lorenz
Konrad Zacharias Lorenz (Bécs, 1903. november 7. – Bécs, 1989. február 27.) osztrák zoológus, ornitológus, az úgynevezett klasszikus összehasonlító magatartáskutatás úttörője, illetve a modern etológia egyik megalapítójának is szokták nevezni. Ő maga ezt a kutatási területet 1949-ig „állatpszichológiának” hívta, és a német nyelvterületeken őt tekintik e terület alapító atyjának. 1973-ban Karl von Frisch-sel és Nikolaas Tinbergennel megosztva orvosi-élettani Nobel-díjat kapott az „egyéni és szociális viselkedésminták felépítésével és működésével kapcsolatos felfedezéseiért“.
Rupert Riedllel és Gerhard Vollmerrel együtt Lorenz az evolúciós ismeretelmélet egyik megalapozója, az 1941-es „Kant tanítása az a prioriról, a jelen biológiájának tükrében” című folyóiratcikke iránymutatóvá vált ezen a területen. Önmaga által saját főművének tartott „A tükör hátoldala” című könyvében dolgozta ki alaposabban elképzeléseit a genetikus háttérnek és a civilizációnak az emberi tudatra gyakorolt hatásairól. Idősebb korában mint társadalomkritikus közéleti szerepet is vállalt, és Ausztriában a zöld mozgalom egyik vezető alakja lett.

## Fiatalkora és egyetemi évei

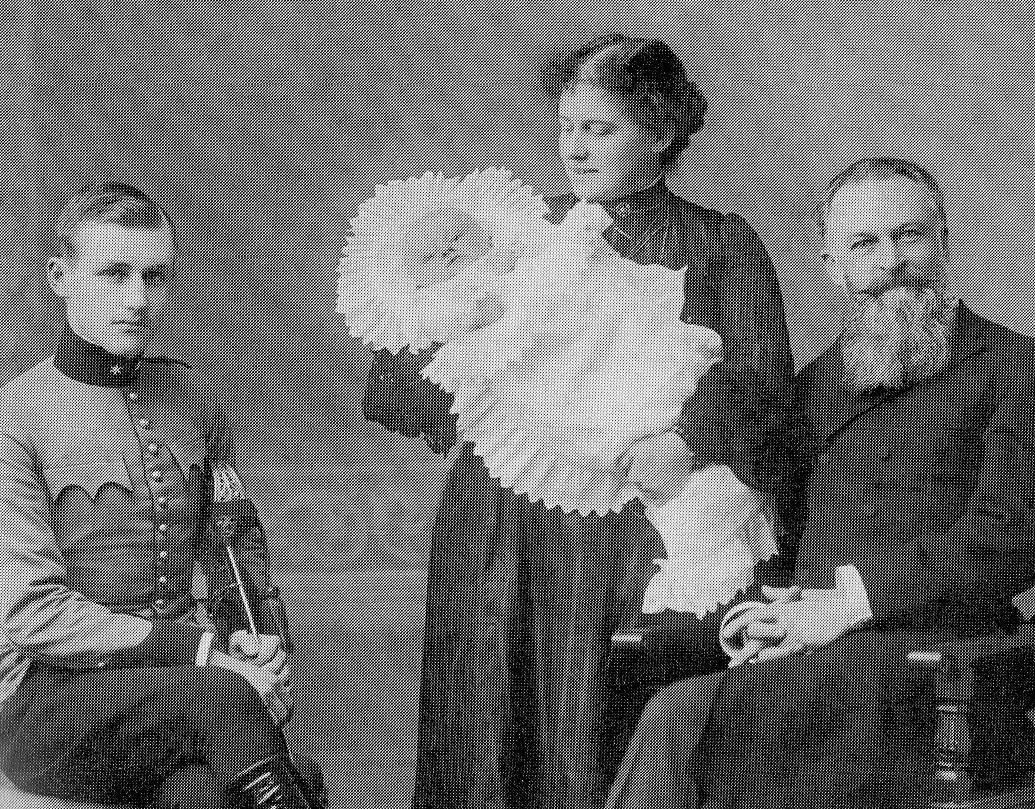
Lorenz 1903

Konrad Lorenz a neves ortopédus, Adolf Lorenz második fiaként, kései gyermekként született. Apja már csaknem ötvenéves volt világra jövetelekor, édesanyja, Emma (született Lechner Emma) ekkor már 43 éves, Albert pedig, az idősebb testvére (aki később az édesapja nyomdokaiba lépett és sikeres ortopéd szakorvos lett) 18 éves. A 20. század elejére apja már világhírű orvos volt, aki nem csak Bécsben, hanem New Yorkban is sok évtizeden keresztül rendszeresen praktizált, és például Theodore Roosevelt a Fehér Házban fogadta.
1909 után Konrad Lorenz népiskolába, 1915-től a bécsi Schottengymnasyumba járt, ahol 1921-ben kitüntetéssel érettségizett. Karl Popperrel kisgyerek koruk óta ismerték egymást.
A fiút gyerekkorától kezdve érdekelték az állatok. Maga is tartott halakat, madarakat, majmokat, kutyákat, macskákat és nyulakat; ezek egy részét kirándulásairól hozta haza. Még fiatalon elvállalta a közeli Schönbrunni állatkert beteg állatainak ápolását. Részletes naplót vezetett a madarak megfigyeléséről is.

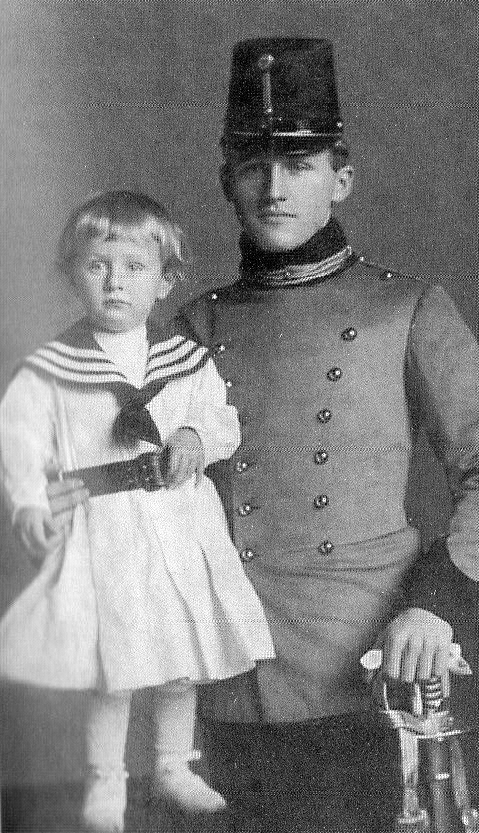
Lorenz 1904

1922-től – apja kívánságára – orvosi tanulmányokat kezdett a Premedical School-ban a New York-i Columbia egyetemen, de már 1923-ban visszatért Bécsbe, és 1928-as végzéséig folytatta orvosi tanulmányait a Bécsi Egyetemen. 1927-ben feleségül vette az orvostanhallgató Margarethe Gebhardtot, akivel Lorenz még hároméves kisfiúként ismerkedett meg, és akinek később az orvosi fizetése egészen 1951-ig támogatást és bázist jelentett a munkásságához.
1928-ban, Bécsben avatták az orvostudományok (Dr. med. Univ.) doktorává. Még ebben az évben, és – egy kisebb megszakítást követően – 1931-től 1935-ig az asszisztense volt Ferdinand Hochstetter professzornak, a Bécsi Egyetem II. Anatómiai Intézetében, ami ebben az időben mágnesként vonzotta magához a német nacionalista hallgatókat. Hochstetter tette lehetővé Lorenz számára, hogy teendői mellett az etológiai kutatásait is folytathassa. Hochstetter utódja viszont meg akarta tiltani neki ezeket a kutatásokat, ezért Konrad végül feladta az asszisztensi állását, és Altenburgba ment, jövedelem nélküli kutatónak (Privatgelehrter). Ennek a döntésnek a hátterében az állt, hogy a „Bécsben uralkodó körök világnézetével összehasonlítva a biológia inkább volt nemkívánatos, mint kívánatos” dolog, „különösen az az irányvonal, amelyen haladva Lorenz olyan bámulatos munkát végzett”.
Konrad személyesen először 1931-ben találkozott Oskar Heinroth és Ewin Stresemann ornitológusokkal – meghatározó esemény volt ez a teljes tudományos pályafutása alakulásában. 1933-ban Bécsben másodszor is doktorált (Dr. phil.), ezúttal a zoológia területén.
1936-ban habilitált, ezzel 1937 után a bécsi egyetemen oktatási jogot nyert a „zoológia, különös tekintettel az összehasonlító anatómia és az állatpszichológia” oktatására. Ez volt az első ilyen fajta egyetemi oktatási jogosultság Ausztriában.

## A segélyalapítvány ösztöndíjasa
Ebben az időben a bécsi professzorok többsége helytelenítette Lorenz etológiai kutatásait, ezért pályázta meg a „Német Tudomány Segélyalapítványánál” (Notgemeinschaft der deutschen Wissenschaft, ez a Német Kutatási Alapítvány, a Deutsche Forschungsgemeinschaft elődje) a vadkacsák veleszületett mozgásaival kapcsolatos kutatásainak németországi finanszírozását. Ez a kérvény, ahogy a DFG által örökölt iratokban ma is nyomon követhető, Ewin Stresemann kiváló ajánlása ellenére került elutasításra. Az visszautasítás alapja az volt, hogy „Dr. Konrad Lorenz úr politikai meggyőződése és származása kérdéses”.
A botanikus Fritz von Wettstein pártfogásában és más akadémikusoktól is támogatva az elutasítást követően néhány hónappal Lorenz újra benyújtotta németországi kutatásának kérvényét. Wettstein, Otto Antonus és Dr. Alexander Pichler orvosprofesszor támogatásával Lorenz végre megkapta a kutatási ösztöndíjat. 1938-tól kezdve az ösztönös viselkedés háziasítás miatt fellépő zavarairól kutatott a vadludaknál, továbbá vadludakat keresztezett házi ludakkal. A következő években – egészen 1944-ig – Lorenz a háziasítás által kényszerített magatartásforma-változásokról való, állatokkal kapcsolatos ismereteit egyre növekvő mértékben emberekre is kiterjesztette.

## A nemzetiszocializmus viharában
1938. június 28-án Lorenz beadta a felvételi kérelmét az NSDAP-ba. Ezzel megalapozva jövőbeni kutatásait és pozícióját. Több megjelent írásában is támogatta a nemzeti szocialisták ideológiáit a világháború lezárásáig.

### Professzor Königsbergben
1940. augusztus 31-én a Königsbergi Egyetem pszichológia tanszékének professzorává nevezik ki. A felsőoktatásban dolgozó tanárok kinevezése 1940 körül politikai kérdés volt, de Lorenznél a szakmai kompetencia és a politikai előélet majdnem optimális mértékben volt jelen, a nemzetiszocialista rezsimtől függetlenül is sok tudományos eredménye volt már, és biológus körökben is ismert volt. A kinevezés „Rust miniszter úr tanácsára és a kar ellenállásának dacára” történt. A kinevezést mindenekelőtt Eduard Baumgarten és Otto Koehler támogatta, de a szociológus Arnold Gehlen is. 1938-ban Gehlen vette át a neves Kant-tanszéket a königsbergi egyetemen, itt követte Konrad, miután Gehlen a Bécsi Egyetemre került. Rust, a tudomány, a nevelés és a népoktatás birodalmi minisztere, a kritikák ellenére azzal indokolta meg döntését, hogy Lorenz a kutatásain keresztül „tapasztalati úton szerzett formában” teremt kapcsolatot a „német idealizmus” ismeretelméletével.

### Neurológus és katona

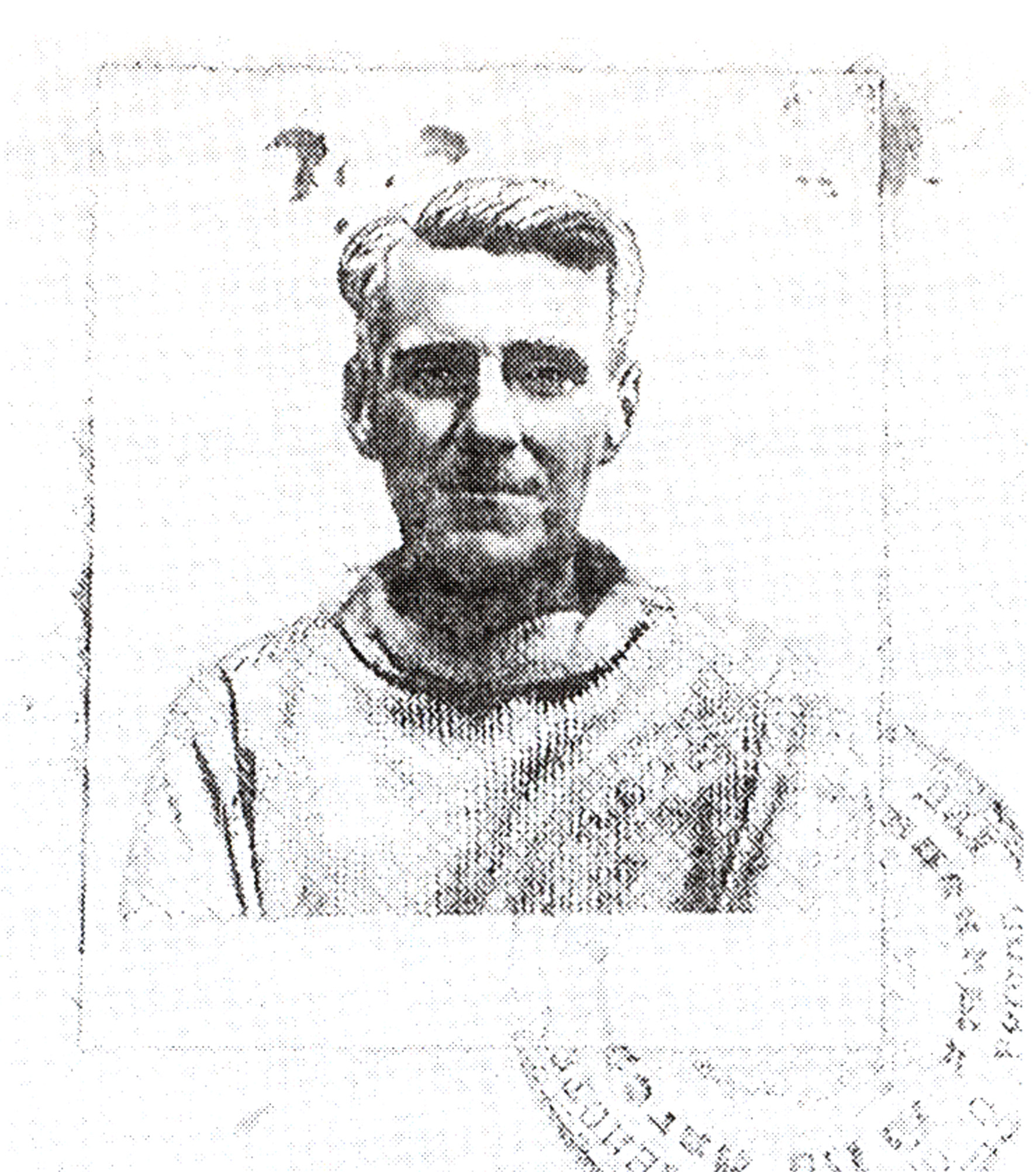
Konrad Lorenz, 1944, Oroszország

Lorenz Königsbergben egy évvel oktatói tevékenységének megkezdése után be is fejezte azt, mert a Wehrmacht 1941-ben behívta katonának. Rövid kiképzést követően 1942-ben katonai pszichiáter és neurológus lett Posenben, egy katonai kórházban. Az itt folyt kutatásairól nincsenek ismert adatok, s ezen időszakáról ő maga sem beszélt.

### Spártai gondolkodás
Lorenznél a kultúrával kapcsolatos mély pesszimizmus alakult ki, és sokszor panaszos hangon szólt „az ember elháziasodásáról”, ami a modern társadalomban kikapcsolt természetes szelekció hiányának a következménye:
„A hanyatlási módok a népen és az államon a magas sokszorozódási kvótájuknak és a fajtársaikkal szemben eldurvult versengési módjaiknak köszönhetően a legrövidebb időn belül felülkerekednek és ahhoz a biológiai jelenséghez analóg módon vezetnek pusztuláshoz, ahogyan a rákos daganat aszociális sejtjei egy sejtállam szerkezetét teszik tönkre.”
Oswald Spenglertől eltérően, aki a nyugat pusztulását pesszimistán jövendölte meg, Lorenz a genetikai és a magatartásbiológiai ismereteiből – egy másik szemszögből nézve – optimista perspektívát alkotott:
„Szerencsére a népi orvosok munkáján keresztül történő kiselejtezés könnyebb és az egyének fölött létező organizmus számára kevésbé veszélyes, mint a sebész operációja az egyéni testen. A legnagyobb technikai nehézség a felismerésben áll.”
Az amerikai tudománytörténész és filozófus professzorasszony Theodora J. Kalikow az 1970-es években a Massachusetts Dartmouth-i egyetemen a Nemzeti Tudományos Alapítvány (National Science Foundation) támogatásával más elméleteknek Lorenz etológiai értelmezéseire gyakorolt hatásait kutatta. 1980-ban Konradnak a nemzetiszocialista rezsimhez való ideológiai közelségét mint „tudatos opportunizmust” értékelte; ennek a szakmai, biológista bázisát így jellemzi: Lorenz számára a háziasított állatok ösztönös viselkedésmintájának megváltozásai a hanyatlás jeleként tűntek fel. Közben feltételezte, hogy a domesztikáció és a hanyatlás hasonló folyamata játszódik le az embereknél is, hogy a civilizáció a romlás és a hanyatlás folyamataiban gyökerezik. Rövidesen Lorenz az említett szemléletmódot a faji kérdéssel és más vonatkozásban is a nemzetiszocialisták programjával kötötte össze. Írásai áttekintésével Kalikow megmutatta, hogy az állatok háziasításának és az emberi civilizáció hanyatlásának a párhuzamba állítását és ezek pusztulási folyamatként való összekapcsolását Lorenz 1945 után is érvényesnek tartotta.

## Karrierje 1945 után

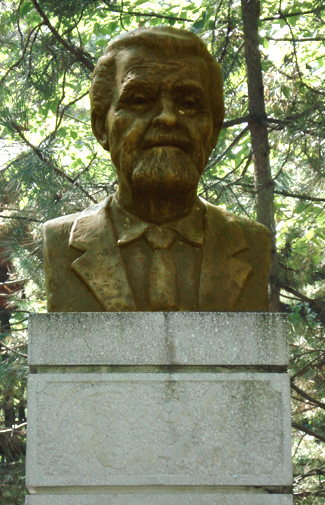
Konrad Lorenz szobra a Miskolc Városi Vadasparkban (Jószay Zsolt alkotása)

Csak négy évvel a Vörös Hadsereg fogságába esését követően, 1948-ban engedték szabadon, és ekkor térhetett vissza az ausztriai Altenbergbe.
 „Konrad Lorenz 1948. február tizennyolcadikán tért haza a hadifogságból. Szerény poggyásza néhány tisztálkodószerből, egy kukoricacsősípból, egy bádogkannából, két maga font kalitkából és egy vaskos kéziratcsomagból állt.
A kalitkában egy búbos pacsirtát és egy kezes seregélyt hozott.
A körülbelül hétszázötven lapos kézirat kísérlet volt az összehasonlító viselkedéstudomány addigi vívmányainak filozófiai-biológiai megalapozottságú szintézisére – ezzel együtt pedig saját, ugyancsak jelentős eredményeinek összefoglalására, és egy modern természettudományos emberkép megalkotására. Felszabdalt szovjet cementeszsákok papírjára, hipermangánnal hígított tintával, olykor madártollal írta.”

### Újrakezdés Altenbergben
A Bécs közelében lévő Altenbergben Konrad Lorenz 1949-ben egy „összehasonlító magatartáskutató intézetet” alapított, ami az Osztrák Tudományos Akadémia kutatóintézeteként jött létre. Ugyancsak 1949-ben jelentette meg a még manapság is népszerű könyvét, a „Er redete mit dem Vieh, den Vögeln und den Fischen” („A jószágokkal, a madarakkal és a halakkal beszélt”; a kötet magyarul is megjelent, címe: „Salamon király gyűrűje”) című írást abból a célból, hogy a létfenntartási és a kutatási költségeit fedezni tudja. Grazi professzorságát, ahol többek között Karl von Frisch-nek is volt hivatala, 1950-ben visszautasították. Ez részben a nemzeti szocialista múltjának volt köszönhető, részben pedig az Ausztriában még mindig számottevő, olyasfajta biológiával szembeni ellenérzéseknek volt hála, ami az emberek és az állatok viselkedését elsődlegesen mint velük született jelenségeket figyelte, tehát az evolúciós elmélet szemszögéből.

### A Max Planck Intézet igazgatója
1950-ben a német Max Planck Társaság külön Konrad Lorenznek egy „összehasonlító magatartáskutatási állást” szerzett Buldernben, kinevezték a – voltaképpen az ő számára létrehozott – Max Planck összehasonlító magatartáskutató központ igazgatójává.
1953-ban Konrad Lorenzet a Münster Egyetem tiszteletbeli professzorává nevezték ki.

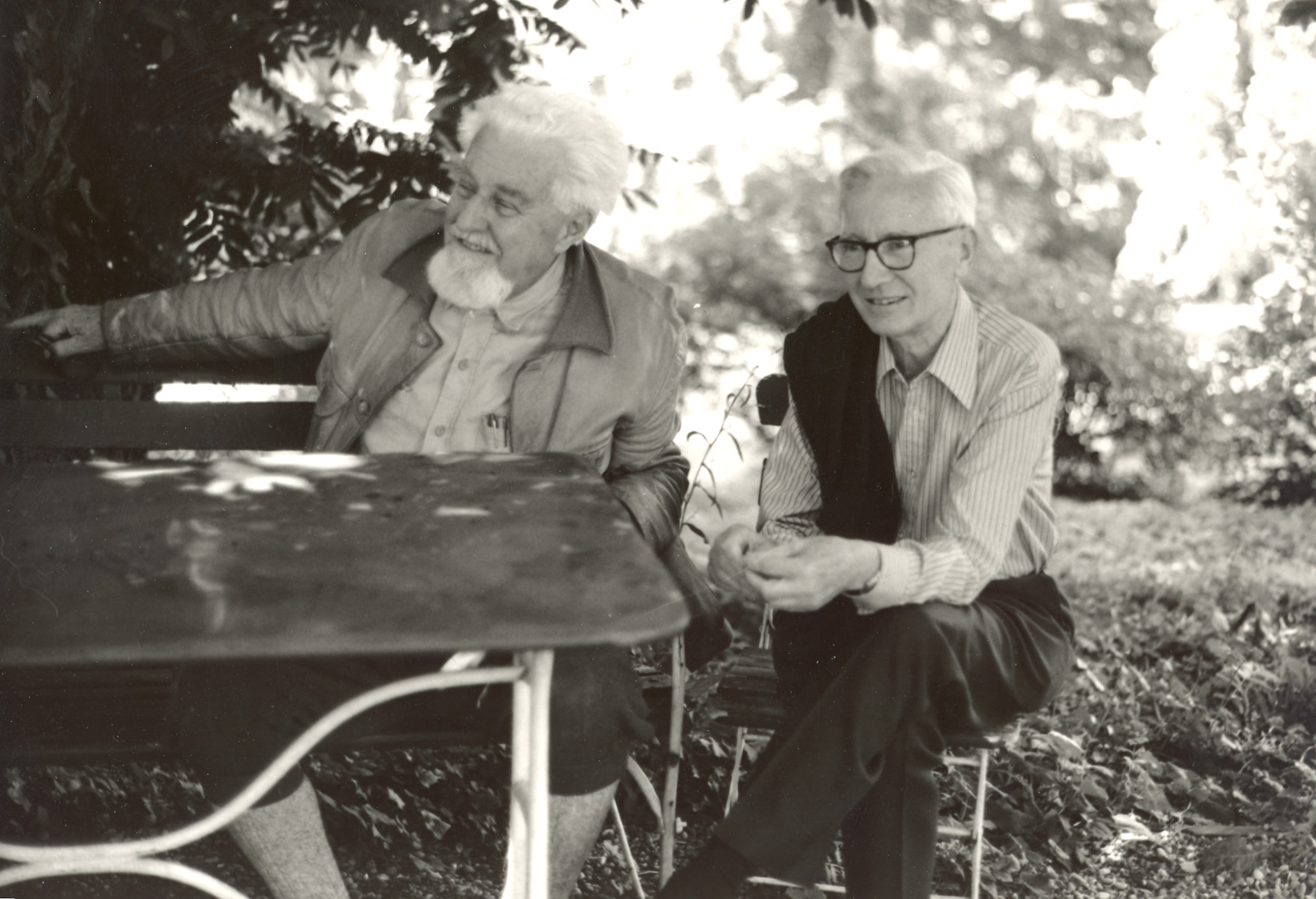
Lorenz és Tinbergen

1955-ben kezdte meg a Max Planck Társaság a Magatartáspszichológiai Max Planck Intézet felépítését az Eßsee mellett Bajorországban; később ennek a helynek Seewiesen lett a neve. Itt Lorenz Erich von Holst vezetése alatt helyettes igazgató lett, és annak korai halála után 1961-től 1973-ig az intézet igazgatója volt. 1957-ben a müncheni Lajos–Miksa Egyetem a zoológia tiszteletbeli professzorává nevezték ki.
1963-ban jelent meg „Az agresszió” című bestsellere, amit tíz évvel később (1973) két másik bestseller követett: „A civilizált emberiség nyolc halálos bűne” és a filozófiai főmű, „A tükör hátoldala. Az emberi megismerés természetrajza”. 1973-ban Karl von Frisch-sel és Nokolaas Tinbergennel megosztva megkapta az orvosi Nobel-díjat az egyéni és szociális viselkedésminták felépítésével és működésével kapcsolatos felfedezéseiért.
Ismertsége tovább növekedett 1978-ban, amikor Konrad Lorenz közvetlenül a 75. születésnapja előtt a zwentendorfi atomerőmű üzembe helyezése ellen indított sikeres népszavazás vezéralakjává vált. 1985-ben ezen felül a Konrad Lorenz polgári indítvány névadója lett, ami a Donau-Auen Nemzeti Park területén épülő vízi erőmű ellen tiltakozott. 1988-ban jelentette meg utolsó nagy művét: „Én itt vagyok – te hol vagy? A nyári lúd etológiája”. Ez a mű a pontos etológiai leírása a nyári ludaknak, hatvan év intenzív megfigyeléseit összegzi.

## Újító gondolatai az állatok magatartásbiológiájában

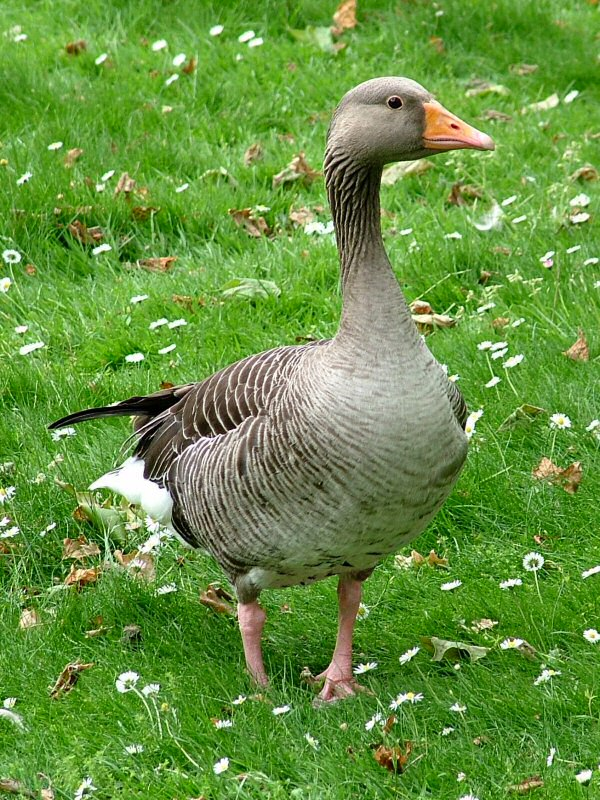
A nyári ludak Konrad Lorenz legismertebb kutatási témái közé tartoztak

A nyári ludak Konrad Lorenz legismertebb kutatási témái közé tartoznak. Lorenzre manapság mint a viselkedésbiológia egyik megalapozójára és legfontosabb háború előtti képviselőjére tekintenek. A német nyelvterületen a magatartásbiológiai kutatásait elutasítva leginkább az 1935-ben az Ornitológiai Újságban (Journal für Ornithologie) megjelent korszakot teremtő cikkének, az „A cimbora a madarak környezetében” című írásának fontosságát ismerik el. Lorenz összefogta az 1930-as években a különféle kutatók állatokról tett megfigyeléseit egy átfogó, az ösztönös mozgásokról szóló pszichológiai elméletbe, majd 1937 után a magatartásformák különböző fajok közötti összehasonlításában végzett úttörő munkát; 1937-ben Lorenz első alkalommal és több hónapon keresztül kutatott együtt Nikolaas Tinbergennel (a nyári lúdon végezve megfigyeléseket) a Bécs melletti Altenbergben.
Az összehasonlító magatartáskutatás elnevezés arra utal, hogy ez a kutatási mód az állatok magatartási formáit éppen úgy örökletesnek tekinti, mint az összehasonlító anatómia az állatok testfelépítését.
Lorenz kevesebb kísérletet végzett, viszont annál több figyelmet szentelt az állatok természetes környezetben való megfigyelésének és a viselkedésük leírásának. „Az alapvető új gondolat, amit Lorenz ezzel az elképzeléssel a magatartásba hozott, azon a feltételezésen nyugszik, hogy az állatok sokféleképpen és változatosan megjelenő komplex magatartási formái, a viselkedést felépítő alapelemek, mint az öröklött irányítás vagy az ösztönös mozgások, felismerhetőek. Szemben a harmincas évek elején uralkodó és magát sokáig tartó nézettel, hogy az állati magatartás tisztán reaktív, Lorenz az állati magatartás spontaneitását hangúlyozta, különös tekintettel az ösztönös mozgásoknál.” Lorenz ezt Oskar Heinrothtól, az etológia ősatyjától vette át, míg Észak-Amerikában ezt a szerepet William Morton Wheelernek tulajdonítják.
A minden megfigyelhető viselkedési fajták etogramokban történő pontosabb leírása, valamint a gyakoriságaik és a sorrendjük lejegyzéséhez egy egzakt leírási mód megválasztása tette lehetővé a magatartási módok összehasonlítását különböző, egymással közeli rokonságban álló fajok között. Így tudott Lorenz – különösen a különféle lúdfajoknál – bizonyos meghatározott magatartásmódokat mint más magatartásmódok módosulatait „magyarázni” – az összehasonlító anatómiával egészen analóg módon, ami gyakran ugyancsak a rokon fajok meghatározott testi jellemzőinek összehasonlításából von le következtetéseket, olyan jellemzők összehasonlításából, amik a fajok őstörténete során alakultak ki. A magatartás kutatásban ez az eljárás az egyetlen lehetőség, hogy a viselkedés evolúciójáról következtetéseket vonjunk le, mert fosszíliák nem állnak rendelkezésre.
Lorenz jelentősége leginkább abban áll, hogy minden más korábbi kutatónál lényegesebben, a tudományos munkáiban két örökletes sajátosságot mindig tekintetbe vett: a magatartásmódok veleszületett kiváltóit („kulcsingerek” és „vele született kioldómechanizmusok” (AAM) éppen úgy, mint a különféle állatfajokban kimutatható fejlődési fázist, amiben visszavonhatatlan imprinting lehetséges.
Attól a meggyőződésétől vezérelve, hogy az állatok viselkedését mindenekelőtt belső ösztönök és csak sokkal kisebb mértékben a külső kiváltó okok irányítják, Konrad egy (a reflex-elméleti és a behaviorista szemléletmóddal szembenálló) évtizedeken át elfogadott pszichohidraulikus ösztönmodellt alkotott: az ösztönenergia ennek a modellnek a keretein belül – hasonlóan a vízhez egy vízvezeték-hálózatban – meghatározott pályákon kiterjedhet, elakadhat vagy keresztüljuthat. Manapság a magatartás kutatók ezt az elméletet meghaladottnak tartják, és többek között szociálbiológiai, magatartásökológiai és a computertechnikai irányultságú modellekkel helyettesítik.
Lorenz tudományos jelentőségét legalább annyira alapozta meg az is, hogy jelentősen hozzájárult a magatartásbiológia (ő maga nevezte ezt a területet 1949-ig gyakran „állatpszichológiának” is) különálló kutatási területként való elismeréséhez és a német felsőoktatási intézményekben való meghonosodásához, emellett ezt a szakterületet még széles körben ismertté is tette. Népszerűsítő munkái közé tartoznak a különféle, 1949 óta megjelentetett és olvasmányos állattörténetei, amelyekben megkísérelte – a legtöbb szakkönyvszerzőtől eltérő módon – az állatok magatartását mindig a saját szemszögükből leírni, ahelyett, hogy a magatartásukat az ember szemszögéből írta volna le. A magatartásról szóló ösztönelmélete 1935 és 1970 között ezen felül számos kutatót csábított erre a kutatási területre, akiknek ez az elmélet egyfajta modellt kínált, amit empirikus kutatásokkal lehet ellenőrizni. Irenäus Eibl-Eibesfeldt, egy korábbi tanítványa a humánetológia világszerte az egyik legismertebb kutatójává vált.
Sok, az állatok viselkedéséről szóló magyarázat, ami Konrad Lorenztől származik, ma már nem állja ki a tudományos kritikák próbáit, és az ösztönelméletét sem használják már a magatartáskutatók munkahipotézisként. Már az 1970-es évek közepétől kezdve egyre több kutató távolodott el Lorenz ösztönelméletétől és egyre növekvő számban fordultak viselkedésökológiai, neurobiológiai kérdésfelvetésekhez. Ehhez az irányváltáshoz az is hozzájárult, hogy Lorenz élete végéig a „fajmegtartás” (Arterhaltung) evolúcióbiológiai koncepcióját hirdette.

## Megítélése

### Tevékenységéről a Harmadik Birodalom idején
Az NSDAP tagságát azzal az indokkal cáfolta, hogy sohasem volt tagsági igazolványa, de azt elismerte, hogy az 1940-es években megjelent cikkeiben „a nemzetiszocialista rezsim manapság joggal gyűlölt nyelvén” fejezte ki magát. A bécsi Abendzeitungban megjelent 1973-as interjújában egyúttal az alapvető meggyőződéseinek a folytonosságát hangsúlyozta:
„Azt akartam ezzel megmutatni, hogy az ember fokozódó elháziasodása a saját emberiességét veszélyezteti. Ez a probléma, ami manapság is intenzíven foglalkoztat, először akkoriban vonta magára a figyelmem.”

### Lorenz regényszereplőként
2008 év elején jelent meg a Shurkamp kiadó gondozásában Kaltenburg címmel Marcel Beyer egyik legfontosabb regénye, amiben – a Kaltenburg-tanítvány Prof. Hermann Funk szemszögéből – mutatja be a „nagy osztrák zoológus Ludwig Kaltenburg” (ahogy a fülszöveg nevezi) élettörténetét. A Frankfurter Allgemeine Zeitung kritikájában számos párhuzamra mutatnak rá Kaltenburg és Lorenz között:
„Megegyeznek a kezdőbetűiken kívül születési és halálozási évükben is, mindketten a nemzeti szocializmusban kezdték a karrierjüket, Königsbergben lettek professzorok, részt vettek ’faji kutatásokban’ és orosz hadifogságba estek. Mint Lorenz, miután a nemzeti szocialista múltja miatt a professzori kinevezését megakadályozták, Kaltenburg is Németországba ment. De míg Konrad 1950-ben Wesfalenben kutatói állást nyert, Kaltenburg az NDK-t választotta. Ott újra kapcsolatba került két SS-tiszttel, akiket még poseneri tartózkodása idejéről ismert: ők Knut Sieverding és Martin Spengler, két tehetséges hallgató Hermann Funk apjánál. Martin, aki bombázópilótaként lezuhant és az indoeurópai sztyeppen nomádok mentették meg, művészként a kompozícióival nyugaton nagy feltűnést keltett, a másik, Knut, jelentős állatfilmezővé vált. A két figurában könnyű Joseph Beuysra és Heinz Sielmannra ismerni. (…) Hogy valójában mennyire mélyen volt érintett Lorenz a nemzetiszocialisták orvosi bűneiben, teljesen soha nem derült ki, és Bayer is nyitva hagyja a kérdést, hogy Kaltenburg részt vett-e emberkísérletekben.”

### Zöld mozgalmakra gyakorolt hatása
A világhírű tudóst tekintik a – ma egyre erősebb – zöld mozgalmak alapító atyjának, ugyanis több művében is szót emelt a környezet és az emberiség védelme érdekében („A civilizált emberiség nyolc halálos bűne”). Kiáltványaiban rövid pontokban ismertette félelmeit a világról; a Föld túlnépesedéséről, a természetes környezet pusztulásáról, a technológiai fejlesztések hiábavalóságáról.
A Zwentendorf közelében tervezett atomerőmű megépítését megakadályozta a nyilvánosság bevonásával, így az erőmű megépültét népszavazással sikeresen meggátolta.

## Ismert tanítványai
Lorenz ismertebb tanítványai közé tartozik a humánetológus és magatartáskutató Irenäus Eibl-Eibesfeldt, a vadbiológus Festetics Antal, a magatartáskutató Eberhard Curio, Wolfgang Schleidt, Otto Koenig és Wolfgang Wickler éppen úgy, mint a biopszichológus Norbert Bischof.

## Munkássága
Konrad Lorenz az 1950-es években a szakterületén kívül is ismertté vált, amikor tanulmányait (többek között a nyári lúdról), mint szórakoztató és anekdotaszerű állattörténeteit a természettudományban laikusok számára is, sőt még gyerekek számára is hozzáférhetővé tette. 1960-tól még jobban növekedett az ismertsége, a szerteágazó irányultságú tudományos ismeretterjesztő műveinek következtében – többek között az „Az agresszió” (1963) és „A civilizált emberiség nyolc halálos bűne” (1973) hatására. Ezek következtében a nyilvánosság egyre inkább társadalomkritikusnak és filozófusnak tartotta. Lorenz az abban való legmélyebb meggyőződésében készítette el ezeket az írásokat, hogy az emberi viselkedés rendkívüli mértékben biológiai, genetikai előírások által meghatározott. Sokszor és sokszor hevesen kritizálták Konrad Lorenzet azért, mert gyakran az állatvilág egyetlen jelenségét közvetlenül emberi viselkedési módokra alkalmazta, ezzel párhuzamosan pedig emberi tulajdonságokat és minőségeket a jelenségek analógiájaként állatokra is alkalmazott (antropomorfizmus). Kritizálták azért is, hogy a számos humánetológiai publikációja nem saját kísérletek eredményei nyomán jött létre.
- A tükör hátoldala: Az emberi megismerés természetrajza (Kísérlet), Cartaphilus, 2000 ISBN 963-9303-00-3 (Die Rückseite des Spiegels. Versuch einer Naturgeschichte des menschlichen Erkennens, 1973)

1973-ban jelentette meg az általa fő művének nevezett „A tükör hátoldala. Az emberi megismerés természetrajza” című könyvet. Ebben a könyvben tárgyalja a genetikus és civilizációs hatások emberi tudatra gyakorolt összjátékát. Megkísérelte, hogy a szisztematikus kapcsolatokat, kölcsönhatásokat és törvényszerűségeket a biológiai és a szociokulturális evolúció között feltérképezze, tehát a genetikailag szükségszerű, ösztönös, valamint a tanult, kulturális magatartásmintáink kapcsolatát elemezze. Ezzel a vizsgálattal a célja az emberi viselkedés átfogó magyarázatának a megalkotása volt és – ebből levezetve – az előttünk álló további kulturális evolúció egyfajta előrejelzése.
A könyvet manapság az evolúciós ismeretelmélet első módszeres megfogalmazásának tartják, amit aztán Gerhard Vollmer fizikus és Rupert Riedl tengerbiológus épített tovább.

## Magyarul megjelent művei
- Salamon király gyűrűje; ford. Sárközy Elga, utószó W. H. Thorpe, ford. Korányi Tamás, ill. a szerző; Gondolat, Budapest, 1970
- Ember és kutya; ford. Sárközy Elga, ill. Konrad Lorenz, Annie Eisenmenger; Gondolat, Budapest, 1973
- Válogatott tanulmányok; vál., szerk., utószó Csányi Vilmos, ford. Farkas Henrik et al.; Gondolat, Budapest, 1977
- Összehasonlító magatartás-kutatás. Az etológia alapjai; ford. Garzó Tamás, Gervai Judit; Gondolat, Budapest, 1985 ISBN 963-281-475-4
- A civilizált emberiség nyolc halálos bűne; ford. Keve Károly; 2. jav. kiad.; Ikva, Sopron, 1989
- "Mentsétek meg a reményt". Beszélgetések Kurt Mündllel; ford. Bakay Dóra; Európa, Budapest, 1991
- Az agresszió; ford. Tandori Dezső, Zoltai Ildikó; Katalizátor Iroda, Budapest, 1994 (Rejtett dimenziók)
- A civilizált emberiség nyolc halálos bűne; ford. Gellért Katalin; IKVA, Budapest, 1994
- A gondolat ösvényein. Szöveggyűjtemény; ford. Kőrös László; Totem, Budapest, 1995
- Ember voltunk hanyatlása; ford. ifj. Kőrös László; Cartafilus, Budapest, 1996

- Az "Orosz kézirat", 1944-1948. Az ember természetrajza. Bevezetés az összehasonlító viselkedéstudományba; sajtó alá rend. Agnes von Cranach, ford. ifj. Kőrös László, ill. a szerző; Cartafilus, Budapest, 1998 ISBN 978-963-85882-0-3
- Én itt vagyok – te hol vagy? A nyári lúd etológiája; ford. Sárközy Elga; Totem, Budapest, 1999 ISBN 978-963-590-123-4
- A tükör hátoldala. Az emberi megismerés természetrajza. Kísérlet; ford. ifj. Kőrös László; Cartafilus, Budapest, 2000
- Az állati és emberi viselkedésről. Összegyűjtött tanulmányok, 1-2.; ford. Murányi Beatrix, ifj. Kőrös László; Totem, Budapest, 2001 ISBN 978-963-590-147-0
- A civilizált emberiség nyolc halálos bűne, Cartaphilus, 2001 ISBN 978-963-9303-59-1 (Die acht Todsünden der zivilisierten Menschheit, 1973)
- Salamon király gyűrűje, Merhavia/Cartaphilus, 2003 ISBN 978 963 9303607
- Az agresszió, Cartaphilus, 2004 ISBN 978-963-9303-01-0 (Das sogenannte Böse. Zur Naturgeschichte der Aggression, 1963)
- "Mentsétek meg a reményt!" , Merhavia/Cartaphilus, 2006 ISBN 963 744842X
- Ember és kutya, Cartaphilus, 2007 ISBN 978-963-9303-23-2 (So kam der Mensch auf den Hund, 1950)
- Ember voltunk hanyatlása, Cartaphilus, 2007 ISBN 978-963-9303-41-6 (Der Abbau des Menschlichen, 1983)

## Fordítás
- Ez a szócikk részben vagy egészben  a   Konrad Lorenz című német Wikipédia-szócikk fordításán alapul.  Az eredeti cikk szerkesztőit annak laptörténete sorolja fel. Ez a jelzés csupán a megfogalmazás eredetét és a szerzői jogokat jelzi, nem szolgál a cikkben szereplő információk forrásmegjelöléseként.